# Nicolas Rigas
 (août 2025).
 (août 2025).
Nicolas Rigas est un metteur en scène,, acteur et baryton français,,.

## Biographie
Talents Cannes, 2002, il tourne aux côtés d'Alexandra Lamy dans Au suivant ! et d'Artus de Penguern dans Grégoire Moulin contre l'humanité.
En 2009, pour les 90 ans du Théâtre du petit monde, il met en scène Le Misanthrope ou l'Atrabilaire amoureux avec Delphine Depardieu. Fort de ce succès et reconnu pour donner de la « modernité aux Classique »,, il monte Le Malade imaginaire aux Grandes Écuries du Château de Versailles,,, d'où il fera toutes ses nouvelles créations : Le Barbier de Séville (adaptation de Beaumarchais et de Rossini),, Les Précieuses ridicules, ou L'École des femmes de Molière allié aux Contes d'Hoffmann d'Offenbach,,,. En 2019, pour le Centenaire du Théâtre du Petit Monde, il met en scène La Vie Parisienne, où  Charles Aznavour, qui a commencé lui-même au Théâtre du Petit Monde devait être le parrain, représenté par sa fille Seda Aznavour suite à son décès . Sa dernière Création aux Grandes Écuries est "La Belle Hélène (et les garçons)", salué par la presse .
Il met en scène pour la réouverture de l'opéra d'Alger Don Giovanni, qu'il chante également. Il est Haly de L'Italienne à Alger au Théâtre des Champs-Élysées aux côtés de Marie-Nicole Lemieux sous la direction de Roger Norrington dont le site musicologie dit : « L'excellent Haly de Nicolas Rigas — très belle voix de baryton-basse bien conduite — compose un personnage de Majordome faussement obséquieux et rigolard très réussi ». Il est Les Quatre Diables des Contes d'Hoffmann mis en scène par Julie Depardieu,, pour Opéra en plein air produit par Tristan Duval, et chante le rôle-titre de l'opéra contemporain The Secret Agent de Michael Dellaira au Center for Contemporary Opera (en) à New York et à Szeged et à l'Opéra d'Avignon,,,,.
La Magazine Marie-Claire lui consacre un portrait, l'appelant 'l'Artiste pluriel", dont il cite Thierry Hilleriteau dans le Figaro: "En ce qui concerne la performance vocale de Nicolas Rigas, un Sganarelle aussi convaincant vocalement (avec ses nuances ambrées de baryton mâtinées d’un sourire permanent) que désopilant sur scène".Il fait la Une du Magazine américain Downtown Magazine avec près de quinze pages intérieures suite au succès de son Scarpia à New York  et l'interview du Chef d'Orchestre et directeur général du New York City Opera Constantine Orbelian: "He described Rigas as a versatile singer who captivates audiences with his wonderful voice and range, stating, if you hear him doing the role of Papageno or the role of Scarpia in Tosca, you will never imagine that it's the same person".
Le Magazine JD News lui consacre un portrait de 3 pages fin juin 2025 intitulé: "l'Art d'en faire trop" et le Journal du Dimanche titre son article: "De Molière à Offenbach : Nicolas Rigas, voix haute du théâtre lyrique français"
Artiste Lyrique aux multiples facettes, il chante aussi bien dans les opérettes, opéra bouffe ou opéra classique à Paris, Londres, Montréal, New York,,,,, et crée avec Martin Loizillon et des amies chanteuses, un clip humoristique sur l'accent circonflexe qui fera le « buzz » sur Internet et dans les journaux, en réponse à la réforme conseillée de l'orthographe,,,,,.